# Volontärregementet
Volontärregementet var ett marinregemente som år 1717 bildades av Volontärkompanierna och uppstäders bösseskyttar. Ordern år 1717 löd: Inrättas som annat regemente till Landz både uthi diciplin och exercice, derhos böra de öfwas at handtera  stycken lijka som annat artillerifolck.